# توماس ويلسون
توماس ويلسون (بالإنجليزية: Thomas Bellerby Wilson)‏ (و. 1807 – 1865 م) هو عالم طبيعة، وطبيب، وعالم حيواني، وعالم طيور، وعالم حشرات، من الولايات المتحدة الأمريكية، ولد في فيلادلفيا، بنسيلفانيا، توفي عن عمر يناهز 58 عاماً.